# Chamaedorea geonomiformis
Chamaedorea geonomiformis (H.Wendl.) è una pianta appartenente alla famiglia delle Arecacee (sottofamiglia Arecoideae, tribù Chamaedoreeae).

## Descrizione
È una palma esile, con fusto unico delicato, alto fino a 1 m e foglie ricadenti, semplici, con apice bifido, lamina oblunga con margine seghettato. Fiorisce in maggio-giugno nelle zone d'origine con un'infiorescenza a volte interfoliare e a volte infrafoliare. Il frutto è globoso, nero.

## Distribuzione e habitat
La specie è diffusa in Messico e America centrale.

## Usi
È utilizzata come pianta ornamentale.